# Saison 2005 de l'équipe cycliste Davitamon-Lotto

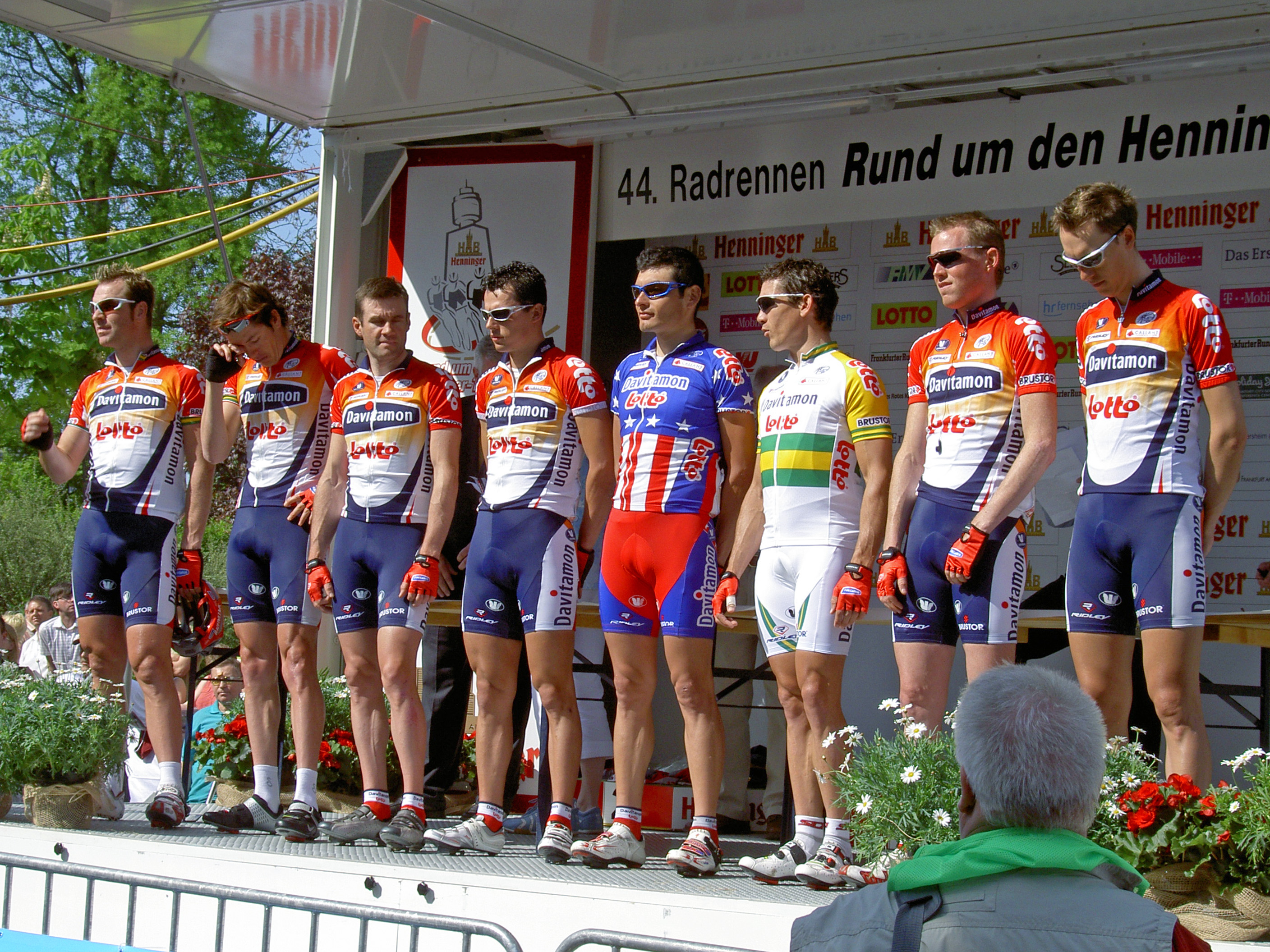
Une partie de l'effectif 2005. On reconnaît, de gauche à droite : Henk Vogels, Nick Gates, Serge Baguet, Björn Leukemans, Fred Rodriguez, Robbie McEwen, Christophe Brandt et Frédéric Amorison.

L'Équipe cycliste Davitamon-Lotto participait en 2005 au ProTour nouvellement créé.

## Effectif
| Effectif 2005            | Effectif 2005     | Effectif 2005 | Effectif 2005                         |
| Cycliste                 | Date de naissance | Pays          | Équipe précédente                     |
| ------------------------ | ----------------- | ------------- | ------------------------------------- |
| Mario Aerts              | 31 décembre 1974  | Belgique      | T-Mobile (2004)                       |
| Frédéric Amorison        | 16 février 1978   | Belgique      | Quick Step-Davitamon (2004)           |
| Mauricio Ardila          | 12 mai 1979       | Colombie      | Davitamon-Lotto (2005)                |
| Serge Baguet             | 18 août 1969      | Belgique      | Lotto-Domo (2004)                     |
| Christophe Brandt        | 6 mai 1977        | Belgique      | Lotto-Domo (2004)                     |
| Wim De Vocht             | 29 avril 1982     | Belgique      | Relax-Bodysol (2004)                  |
| Bart Dockx               | 2 septembre 1981  | Belgique      | Relax-Bodysol (2004)                  |
| Cadel Evans              | 14 février 1977   | Australie     | T-Mobile (2004)                       |
| Nick Gates               | 10 mars 1972      | Australie     | Lotto-Domo (2004)                     |
| Jan Kuyckx               | 20 mai 1979       | Belgique      | Vlaanderen-T-Interim (2004)           |
| Björn Leukemans          | 1 juillet 1977    | Belgique      | Palmans Cras (2004)                   |
| Nico Mattan              | 17 juillet 1971   | Belgique      | Relax-Bodysol (2004)                  |
| Robbie McEwen            | 24 juin 1972      | Australie     | Lotto-Domo (2004)                     |
| Axel Merckx              | 8 août 1972       | Belgique      | Lotto-Domo (2004)                     |
| Koos Moerenhout          | 5 novembre 1973   | Pays-Bas      | Lotto-Domo (2004)                     |
| Fred Rodriguez           | 3 septembre 1973  | États-Unis    | Acqua & Sapone - Caffè Mokambo (2004) |
| Bert Roesems             | 14 octobre 1972   | Belgique      | Relax-Bodysol (2004)                  |
| Gert Steegmans           | 30 septembre 1980 | Belgique      | Lotto-Domo (2004)                     |
| Tom Steels               | 2 septembre 1971  | Belgique      | Landbouwkrediet-Colnago (2004)        |
| Léon van Bon             | 28 janvier 1972   | Pays-Bas      | Lotto-Domo (2004)                     |
| Preben Van Hecke         | 9 juillet 1982    | Belgique      | Relax-Bodysol (2004)                  |
| Wim Van Huffel           | 28 mai 1979       | Belgique      | Vlaanderen-T-Interim (2004)           |
| Peter Van Petegem        | 18 janvier 1970   | Belgique      | Lotto-Domo (2004)                     |
| Johan Vansummeren        | 4 février 1981    | Belgique      | Relax-Bodysol (2004)                  |
| Wim Vansevenant          | 23 décembre 1971  | Belgique      | Lotto-Domo (2004)                     |
| Aart Vierhouten          | 19 mars 1970      | Pays-Bas      | Lotto-Domo (2004)                     |
| Henk Vogels              | 31 juillet 1973   | Australie     | Navigators Insurance (2004)           |
|                          |                   |               |                                       |
| Source : ProCyclingStats |                   |               |                                       |

## Victoires
Victoires sur le ProTour
| Date       | Course                                   | Pays      | Classe | Vainqueur     |
| ---------- | ---------------------------------------- | --------- | ------ | ------------- |
| 06/04/2005 | Gand-Wevelgem                            | Belgique  | PT     | Nico Mattan   |
| 09/05/2005 | 2e étape du Tour d'Italie                | Italie    | PT     | Robbie McEwen |
| 13/05/2005 | 6e étape du Tour d'Italie                | Italie    | PT     | Robbie McEwen |
| 18/05/2005 | 10e étape du Tour d'Italie               | Italie    | PT     | Robbie McEwen |
| 09/06/2005 | 5e étape du Critérium du Dauphiné libéré | France    | PT     | Axel Merckx   |
| 14/06/2005 | 4e étape du Tour de Suisse               | Suisse    | PT     | Robbie McEwen |
| 06/07/2005 | 5e étape du Tour de France               | France    | PT     | Robbie McEwen |
| 08/07/2005 | 7e étape du Tour de France               | France    | PT     | Robbie McEwen |
| 15/07/2005 | 13e étape du Tour de France              | France    | PT     | Robbie McEwen |
| 21/08/2005 | 7e étape du Tour d'Allemagne             | Allemagne | PT     | Cadel Evans   |

Victoires sur les Circuits continentaux
| Date       | Course                               | Pays      | Classe          | Vainqueur |
| ---------- | ------------------------------------ | --------- | --------------- | --------- |
| 18/01/2005 | 1e étape du Tour Down Under          | Australie | Robbie McEwen   |           |
| 19/01/2005 | 2e étape du Tour Down Under          | Australie | Robbie McEwen   |           |
| 23/01/2005 | 6e étape du Tour Down Under          | Australie | Robbie McEwen   |           |
| 02/02/2005 | 2e étape de l'Étoile de Bessèges     | France    | Tom Steels      |           |
| 04/02/2005 | 5e étape du Tour du Qatar            | Qatar     | Robbie McEwen   |           |
| 04/02/2005 | 4e étape de l'Étoile de Bessèges     | France    | Tom Steels      |           |
| 13/02/2005 | GP Internacional                     | Portugal  | Fred Rodriguez  |           |
| 14/02/2005 | 2e étape du Tour d'Andalousie        | Espagne   | Serge Baguet    |           |
| 15/02/2005 | 3e étape du Tour d'Andalousie        | Espagne   | Serge Baguet    |           |
| 17/02/2005 | 2e étape du Tour de l'Algarve        | Portugal  | Tom Steels      |           |
| 31/03/2005 | 3e étape des Trois Jours de La Panne | Belgique  | Tom Steels      |           |
| 21/04/2005 | 2e étape du Tour de Basse-Saxe       | Allemagne | Robbie McEwen   |           |
| 24/04/2005 | 5e étape du Tour de Basse-Saxe       | Allemagne | Mauricio Ardila |           |
| 13/05/2005 | 1re étape du Tour de Picardie        | France    | Gert Steegmans  |           |
| 28/05/2005 | 4e étape du Tour de Belgique         | Belgique  | Jan Kuyckx      |           |
| 22/06/2005 | Bruxelles-Ingooigem                  | Belgique  | Bert Roesems    |           |
| 10/09/2005 | Paris-Bruxelles                      | Belgique  | Robbie McEwen   |           |
| 11/09/2005 | Grand Prix de Fourmies               | France    | Robbie McEwen   |           |
| 11/10/2005 | Prix national de clôture             | Belgique  | Gert Steegmans  |           |

Championnats nationaux
| Date       | Course                             | Pays      | Classe | Vainqueur     |
| ---------- | ---------------------------------- | --------- | ------ | ------------- |
| 15/01/2005 | Championnat d'Australie sur route  | Australie | CN     | Robbie McEwen |
| 26/06/2005 | Championnat de Belgique sur route  | Belgique  | CN     | Serge Baguet  |
| 26/06/2005 | Championnat des Pays-Bas sur route | Pays-Bas  | CN     | Léon van Bon  |

## Classements UCI ProTour

### Individuel
| Rang | Coureur           | Points |
| ---- | ----------------- | ------ |
| 17   | Cadel Evans       | 99     |
| 51   | Robbie McEwen     | 42     |
| 56   | Nico Mattan       | 40     |
| 61   | Peter Van Petegem | 35     |
| 74   | Léon van Bon      | 30     |
| 89   | Mauricio Ardila   | 24     |
| 104  | Wim Van Huffel    | 16     |
| 123  | Koos Moerenhout   | 9      |
| 125  | Björn Leukemans   | 7      |
| 125  | Tom Steels        | 7      |
| 136  | Mario Aerts       | 5      |
| 155  | Christophe Brandt | 2      |
| 155  | Axel Merckx       | 2      |
| 164  | Fred Rodriguez    | 1      |

### Équipe
L'équipe Davitamon-Lotto a terminé à la 4e place avec 322 points.